# حرب بوغانفيل الأهلية
حرب بوغانفيل الأهلية هي حرب أهلية دارت رحاها بين حكومة بابوا غينيا الجديدة وانفصاليي جزيرة بوغانفيل وتكونوا من الجيش الثوري وتسببت هذه الحرب في مقتل ما بين 10,000 و20،000 شخص. وكانت حكومة بابوا غينيا الجديدة تتلقى الدعم من أستراليا أما الانفصاليين فتلقوا الدعم من جزر سليمان وفيجي.

## خلفية تاريخية (1969–1988)
أدى اكتشاف خام النحاس في مدى منطقة ولي العهد على جزيرة بوغانفيل في عام 1969 إلى إنشاء أكبر منجم نحاس في بوغانفيل من قبل الشركة الأسترالية كوزينك ريو تينتو. بدأ منجم بانغوانا للنحاس إنتاجه في عام 1972 تحت إدارة شركة نحاس بوغانفيل المحدودة، وكانت مساهمة بابوا غينيا الجديدة %20 من المشروع. وفي هذا الوقت، كان منجم بانغوانا أكبر منجم مفتوح في العالم. ونص على أن تذهب %45 من عائدات تصدير النحاس إلى بابوا غينيا الجديدة، مما ساهم في توسع الاقتصاد الباباوي. جلب المنجم الآلاف من غير سكان بوغانفيل إلى الجزيرة، معظمهم من بابوا غينيا الجديدة، الذين كانوا يعرفون باسم «الجلود الحمر»، وكذلك العديد من «الجلود البيض»، معظمهم من الأستراليين. تسببت هذه الهجرة بمزيد من التوترات بين العرقيات في بوغانفيل، حيث أن السكان الأصليون الذي لا يريدون الأجانب المهاجرون على أراضيهم، ولا سيما «الجلود الحمراء» من بابوا غينيا الجديدة، لما لهم من اختلافات ثقافية عليهم في جزيرة بوغانفيل. بدء الصراع وبوادر ثورة وتمرد وحرب أهلية في الظهور منذ بداية عمليات التعدين في منجم بانغوانا، حيث ساهم ذلك في تدفق العمال من أجزاء وجزر أخرى من بابوا غينيا الجديدة، فضلا عن المشاكل البيئية والأرباح الضعيفة لسكان الجزيرة. قبل استقلال بابوا غينيا الجديدة في عام 1975, حاولت بوغانفيل الانفصال، ومع ذلك، هذا لم يحدث هذا بعد التوصل إلى اتفاق يزيد من لامركزية الجزيرة.

## الحرب الأهلية
أدت التوترات بسبب المناجم في وقت متأخر من 1988 إلى العنف في المنطمة، مما أدى إلى نشر شرطة بابوا غينيا الجديدة الملكية (RPNGC)، فرق الموت وعناصر من عناصر من قوات دفاع بابوا غينيا الجديدة (PNGDF) لمواجهة العنف. على الرغم من أن في البداية في 1988 اقتصرت الحرب الأهلية على المنطقة المحيطة بموقع المنجم، فقد ازدادت ضراوة الصراع مع مرور الوقت. تم الإبلاغ عن انتهاكات حقوق الإنسان، من المحتمل أنا ارتكبت ضد سكان الجزيرة من قبل كلا الجانبين خلال القتال بين القوات الحكومية والمتمردين من الجيش الثوري البوغانفيلي (BRA) وكبرت الحرب والتمرد الانفصالي.